# 204 ق م
204 ق م أو 204 قبل الميلاد هي سنة من العقد 20 ق م في التقويم اليولياني البروليبتي (التقويم الميلادي). تسبقها سنة 205 ق م وتليها سنة 203 ق م.

## أحداث

### قرطاج
- بعد خسارته التحالف مع ماسينيسا قائد النوميديين، يجد صدربعل جيسكو حليفا جديدا هو الملك صيفاقس، الذي يتزوج سوفونيسبا، ابنة صدربعل والتي تظل مرتبطة به حتى هزيمة أبيها على يد الرومان.
- قوات رومانية بقيادة سكيبيو الإفريقي (بوبليوس كورنيليوس سكيبيو) تحاصر إيثاكا في قرطاجينة. ويعجز سكيبيو عن التصدي للقوات الموحدة للقرطاجيين بقيادة صدربعل جيسكو والنوميديين بقيادة زعيمهم صيفاقس، ويضطر إلى رفع الحصار عن إيثاكا.

### مصر
- حاشية بطليموس الرابع بقيادة سوسيبوس كبير وزرائه، يخفون موته سرا، خشية الانتقام من أم الملك الجديد بطليموس الخامس الملكة أرسينوي الثالثة. ويقومون باغتيال أرسينوي، ثم تتويج الملك ذو الخمسة أعوام ملكا رسميا، مع وصاية سوسيبيوس. لكن وبسبب شعبية الملكة بين المصريين تحدث أعمال شغب بعد اغتيالها.

### الإمبراطورية الرومانية
- معركة كروتوني - معركة كروتونا بين الجيش القرطاجي بقيادة حنبعل وقوة رومانية بقيادة بوبليوس سيمبرونيوس توديتانوس، بدون نتيجة حاسمة.

### الإمبراطورية السلوقية
- فيليب الخامس ملك مقدونيا وأنطيوخوس الثالث ملك المملكة السلوقية التي القائمة في سوريا، يدركان ضعف مصر ويوافقان على تقاسم أملاك مصر في الأناضول بحر إيجة. ويأخذ أنطيوخوس جنوب سوريا وليكيا وسيسيليا وقبرص، في حين يأخذ فيليب غرب الأناضول وسيكلاديس.

## وفيات
- هانو الكبير – جنرال قرطاجي أعدمه سكيبيو الأفريقي.
- آرسينوي الثالثة – ملكة مصر وأخت وزوجة بطليموس الرابع (اغتيلت) (ولدت عام 246 ق م).
- بطليموس الرابع – ملك مصر.
- دونغ يي – جنرال صيني من أسرة تشين ومنح لقب «ملك دي».
- فان زينغ – مستشار صيني خلال فترة «نزاع تشو – هان» (206 – 202 ق م) (ولد عام 277 ق م)
- غونغ آو – حاكم صيني للممالك الثمانية عشر خلال نزاع تشو – هان.
- جي تشين – جنرال صيني خلال نزاع تشو – هان.
- لي ييجي – سياسي ومستشار صيني (ولد عام 268 ق م)
- لونغ لو – جنرال صيني.
- سيما تشين – جنرال صيني من أسرة تشين

## كتب
- Yves Denis Papin (1998). Chronologie de l'histoire ancienne. Lieu de publication non identifié: Éditions Jean-paul Gisserot. ISBN:2-87747-346-5. OCLC:40746926. مؤرشف من الأصل في 2022-03-16.
- أحمد محمد عوف (2000)، موسوعة حضارة العالم، QID:Q12246226

## وصلات خارجية
- صفحة السنة على موقع onthisday.com
- سنة 204 ق م على موقع المكتبة الوطنية الفرنسية